# William Michael Rossetti
Pour les articles homonymes, voir Rossetti.
William Michael Rossetti (25 septembre 1829 – 5 février 1919) est un écrivain et critique littéraire britannique.

## Biographie
Fils de Gabriele Rossetti et Frances Polidori, il est le frère de :
- Dante Gabriel Rossetti,
- Maria Francesca Rossetti
- Christina Georgina Rossetti.

Il est le père d'Olivia Rossetti Agresti.

## Écrits
- The Poetical Works of H. W. Longfellow, illustré par Edwin Edwards, Londres, E. Moxon, 1870.